# 种子小说
种子小说（： Sideunobel）是韩国D&C媒体（디앤씨미디어）发行的轻小说标签。首次发布于 2007 年7 月 25日。类似于NT小说等现有的韩国轻小说标签，它的特点是小版面，每月同步发布一次，只出版韩国国内作家的作品。
仅在第一期时于 25 日发布。2007年八月之后，则在每个月的1日发布。
首发阵容之一的《鬼王》是由活跃于日韩两国漫画家的林达英所著，后来被改编成漫画。在日本，“漫画”是连载《女武神》，还出版了一本书。其他阵容包括“宫鲁的挥杆”和“欢迎加入超人联盟！”（潘宰元）。
种子小说大赛（시드 노벨 공모전）正在进行无期限征集作品，姜明云等人获奖并发表作品。最初，您可以通过电子邮件提交您的作品，但在 2007 年 7 月 31 日之后，我们将不再接受通过电子邮件提交的作品。

## 出版作品列表

### 仍在刊发中
- 鬼王/ 林达英 / 第 1-5 卷
- Myal 系列/ Otson / 第 1-7 卷
  - 空气桩/ ohteuseun / 1-3
- 马尾大魔王 / 张素妍 / 第 1-3 卷
- 幻影刽子手/ Riche / 第 1 卷
- 虚空行者/ 柳承铉 / 第 1 卷
- 伊甸园之子/ 刘光熙 / 第 1 和第 2 卷
- 零完美维度/ Lim Dalyoung / Vols 1-4
- 夜曲琶音/ Lutin / 第 1 卷
- GGG / 李诗柏 / 第 1 卷
- Manghyang Church / Hyowon Lee / 第 1-3 卷
- K 的报告/ Jaekyung Han / 第 1 卷
- 灵魂循环/ 金俊亨 / 第 1-3 卷
- 文字世界/ LiQ / 第 1 卷
- 侵入者/ 权炳洙 / 第 1-2 卷
- 英雄/ Raicue / 第 1-5 卷
- EFS Ex Machina / Baekho / Volumes 1-3
  - 3 卡通
- 波罗的海洛斯底毛和/songseongjun/1-2
- Aura Sentai Peacemaker RB / Ban Jae-won / Volumes 1-8
- PES King High School / Jongwon Lee / Volumes 1-5
- 受伤 - 牛奶咖啡/ LiQ / 第 1 卷
- 有一天，打开储物柜，里面有内裤/李成英/第1卷
- 寻找战胜这个身体的英雄/ Myungwoon Kang / 第 1 卷
- 第二瓶日/ Kim Wolhee / 第 1-4 卷
- 爸爸和我还有哟！/ Awell / 第 1-4 卷
- 我的黑暗之路☆姐姐/允贞/第1-3卷
- 一点点！？/ 诗歌 / 卷 1-3
- 因为想要毁灭世界的天才少女而精神崩溃/ Kion/第1卷和第2卷
- 给我一个儿子/ 白兽之王 / 第 1 卷
- 灵魂齿轮破坏者/ LIBLIS / 第 1 卷
- 放学后美术室/ 黑绿 / 第 1 卷
- 黑钢刺客/ 金月熙 / 第 1 卷
- 直到打四十八站/宋成俊/第1卷
- 召唤学院的刺客/ 成相铉 / 第 1~2 卷
- 女朋友不能同时释放吗？/ 新西兰 / 1 卷
- 我和老虎大人/ 卡内尔
  - 第 1 部分第 1 至第 9、4 卷伪经
  - 第 2 部分，第 10~19 卷，住所 2 卷
  - 第 3 部分第 20-22 卷
  - 文集第 2 卷
- Moae Moae 在朝鲜学习/ Lee Ji-han / 第 1 卷
- 正如我写的，奴隶契约，我是一个非常规英雄/李孝元/第1卷
- 眼镜大战/ Ap. / 第 1-3 卷
- Dragon Karta / Seo Si-hyun / Volumes 1 and 2
- 送葬者与三角形/ A-Teen / 第 1-2 卷
- 骗子的英勇介绍/韩瑟良/第1-4卷
- 粒子定向/ Papercraft / 第 1 卷
- Girly Page / Ryu Mion / 第 1-2 卷

### 完结作品
- 她是老师/金仁贤/第1-3卷
- 为你准备的万能法术！/ Eungaram Ryu / 单程票
- 环/ 陆路 / 第 1-3 卷
- 大宪章 2 : 梦想家的安魂曲 / 李道京 / 单卷
- 魔法书和数学标准/ Hyukjin Kwon / Volumes 1-3
- March Rabbit After School / Myung-Woon Kang 和其他 11 人 / 单程票
- 男孩炼金术士/ Todol / 第 1-3 卷
- 草莓飞碟/ 李信英 / 第 1-3 卷
- 我们的谢幕/ 膝盖高跟鞋 / 第 1-3 卷
- 公主之吻/阿芙拉/第1-3卷
- Hae Hanga / Na Seung-gyu / Volumes 1-5
- Hwansu High School / Todol / Volumes 1-3
- 铁心/ 李锦英 / 第 1-7 卷
- 西班牙语到西班牙语 La / naseunggyu /上·下问题
- 犯下罪行的食人者和受到惩罚的青春期/欣噪音/单卷
- Canis Dirus / Ban Ji-yeon / 第 1-5 卷
- 她是天才/圣地/1~3
- 放学后承诺的女孩/ 姜明云、柳恩佳兰、Blueseed、崔智仁
- 放学后约定的少女2 / 申素音、李锦英、李时白、奥特森
- 怪物公主/ Todol / 第 1-6 卷
- 地下城与勇士 - Arad's Ear Swordsman / Lee Do-kyung / Volumes 1-3
- 淋浴 × 淋浴/ Eungaram Ryu / 单卷
- 手稿纸上的魔王/ Jin Choi / Volumes 1-8
- 韩国制造/ Lee Geum-young / 第 1-7 卷
- 世界上最好的妹妹/ 金月熙 / 第 1-4 卷
- 少女杀手喜欢XX！/ 蓝色种子 / 第 1-5 卷
- 正义少女奇幻/ Kion / 第 1-3 卷
- 我们是女皇的守护骑士！/ 圣地 / 第 1-2 卷
- 找到尾巴！/ Myung-Woon Kang / 第 1-10 卷，外传 1
- 放学后生肖/ 姜明云、申素音、欧伯正宇、李金英、李时白、卡内尔 / 上、下权
- Bender & Spy / Nam Min-cheol / 第 1-2 卷
- 美少女研究委员会/ Lee Rang / Volumes 1-4
- 超级反派学院/ 镍 / 第 1-3 卷
- 来砍手掌吧~ / Todol / 第1-6卷
- 我的黑暗之路☆姐姐/允贞/第1-3卷
- 爸爸和我还有哟！/ Awell / 第 1-4 卷
- 一点点！？/ 诗歌 / 卷 1-3
- 狗与公主/ 新西兰 / 第 1-11 卷
- Sumdeokbu / Over Jungwoo / Vols 1~9
- 普通俱乐部活动日志/ Tiz / 第 1-3 卷
- 勇者加魔王！？/ 山风 / 第 1-4 卷
- 胆小的复仇办公室/ Eungaram Ryu / 第 1-5 卷
- 鬼使者-雾堤镜传 / 金智妍、柳恩地 / 第一卷
- Unmagical Magical Girl Ha Chun-shik / Onjeom / Volumes 1-3
- 女王之夜Cael / Todol / 第 1-8 卷
- 复仇与淑女/ Na Seung-gyu / Volumes 1-5
- 我和飞行女孩/ 卡内尔 / 第 1 卷
- 我和她以及她和她不健康的关系/ Jin Choi / Volumes 1-8
- 孩子，我们写轻小说吧！/ 作者：LR / 第 1-3 卷
- 四月花反转/ Awell / 第 3 卷
- 侦探之王
  - 侦探文集之王 / Soeum Shin, Jaewon Ban, Jungwoo Ober, Otson, Kanell
  - 骗子侦探不会推理/辛噪音
- 0 级大师/ Tortol / 卷 1-6
- Potion Maker / Geum-Young Lee / 第 1-2 卷
- 叛逆骑士篡夺圣人/ 崔智仁 / 第 1-5 卷
- 令人生畏的浪漫/ 新西兰 / 第 1-5 卷
- Dragon X Princess X Blade / Over Junggi / Volumes 1-10
- Undine Strike / Choi Ji-in / Volumes 1-9
- 如何爱一个吸血鬼/ blk
- 异端魔王与解放者/ Lim Kyung-bae / Volumes 1-6
- 奔跑吧，斯普林蒂娜！/ OUT / 第 1-4 卷
- 隐士魔王与剑姬 / 美瑛 / 第 1-8 卷
- 绝对庇护所中的吸血鬼/ 伊娃·特里奇 / 第 1-5 卷
- 革命爱欧诺 / 河智妍 / Vols 1-5
- 英雄打倒魔王的时候，我们也在那里/晴天的下午/第1-15卷
- 让我成为地球上最强大的人！/ Yoha / 第 1-4 卷
- 欢迎来到超人联盟/ Ban Jae-won / Volumes 1-19
- Moorim Girls' Academy / Over Jungwoo / 第 1-10 卷

### 种子书
- 像暴徒一样行动，燕子先生/ Reltree / 第 1-10 卷
- 前世的专业人士如何吸蜜/ Suah Song / 第 1-3 卷
- 最好的李仁子/月英信/第1-7卷
- 0.0000001% 魔王/蓝精灵/第1-5卷

### 已结束
- 魔王阿治兰/崔智仁/ 第 10 卷
- 甲壳蝴蝶/ 奥特森 / 第 5 卷
- 归来者的魔法一定很特别/于索南/第1-8卷
- 顶级/ 崔智仁 / 第 1-8 卷
- 坏结局制造者/ Eungaram Ryu / 第 1-9卷